# Olympische Sommerspiele 1968/Leichtathletik – Stabhochsprung (Männer)

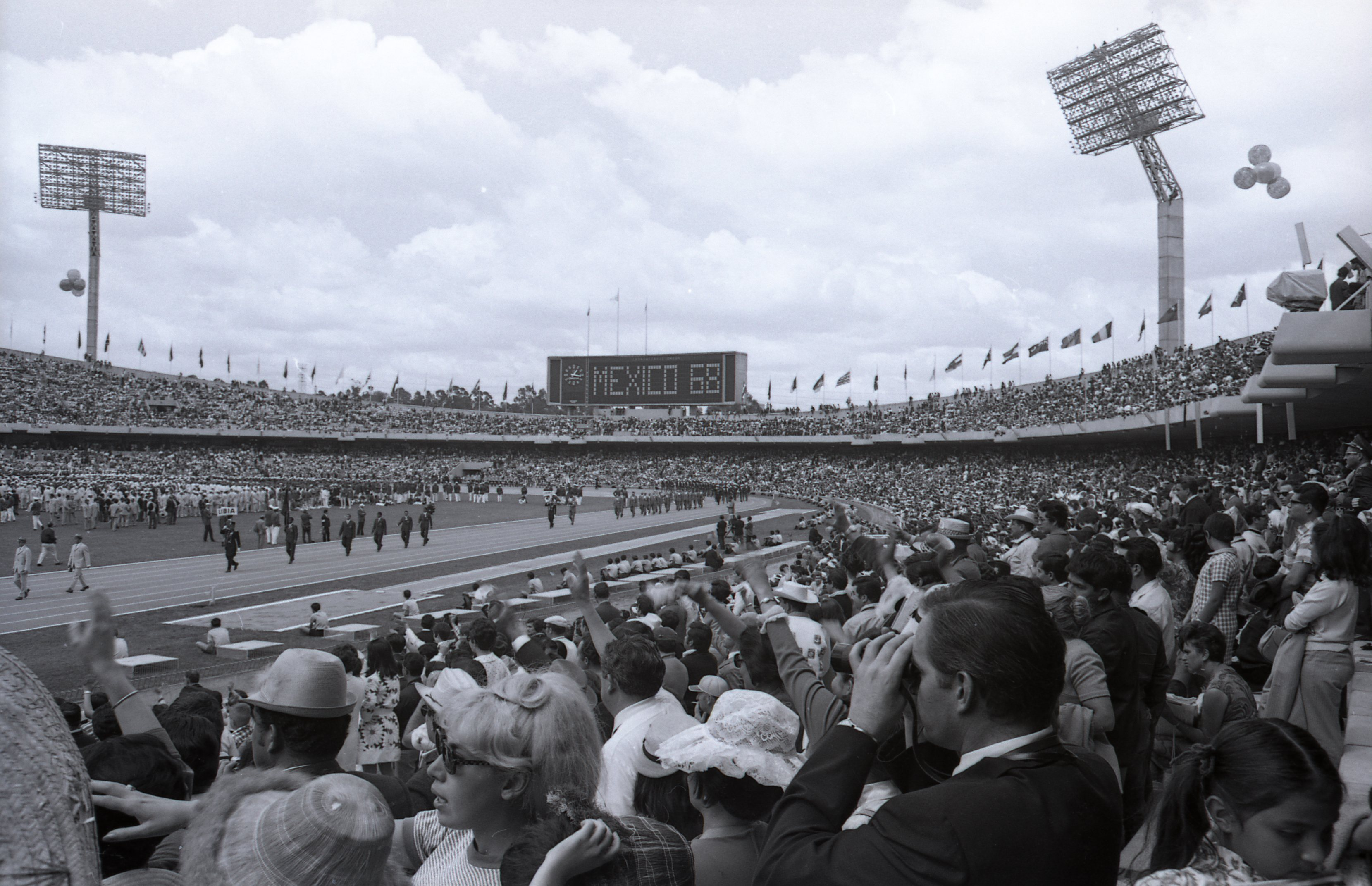
Das Olympiastadion während der Eröffnungsfeier 1968

Der Stabhochsprung der Männer bei den Olympischen Spielen 1968 in Mexiko-Stadt wurde am 14. und 16. Oktober 1968 im Estadio Olímpico Universitario ausgetragen. 23 Athleten nahmen teil.
Olympiasieger wurde der US-Amerikaner Bob Seagren. Silber gewann Claus Schiprowski aus der Bundesrepublik Deutschland, Bronze ging an Wolfgang Nordwig aus der DDR.
Für die Bundesrepublik Deutschland – offiziell Deutschland – starteten neben Silbermedaillengewinner Schiprowski Heinfried Engel und Klaus Lehnertz. Während Lehnertz an der Qualifikationshöhe scheiterte, qualifizierte sich Engel für das Finale, in dem er Achter wurde.
Die DDR – offiziell Ostdeutschland – wurde durch Bronzemedaillengewinner Nordwig vertreten.

Für die Schweiz startete Heinz Wyss, der in der Qualifikation scheiterte.

Der Österreicher Ingo Peyker schaffte in der Qualifikation keine gültige Höhe.

Springer aus Liechtenstein nahmen nicht teil.

## Rekorde

### Bestehende Rekorde
| Weltrekord         | 5,41 m | Bob Seagren ( USA) | Echo Summit, USA       | 12. September 1968 |
| Olympischer Rekord | 5,10 m | Fred Hansen ( USA) | Finale OS Tokio, Japan | 17. Oktober 1964   |

### Rekordegalisierungen / -verbesserungen
Der bestehende olympische Rekord wurde im Finale am 16. Oktober zunächst fünfmal egalisiert und anschließend 28 Mal verbessert:
| 5,10 m (egalisiert)                                  |                                                   |                                                       |
| Claus Schiprowski (BR Deutschland), erster Versuch   |                                                   | Heinfried Engel (BR Deutschland), zweiter Versuch     |
| Hennadij Blesnizow (Sowjetunion), erster Versuch     | Ignacio Sola (Spanien), zweiter Versuch           |                                                       |
| Kiyoshi Niwa (Japan), erster Versuch                 |                                                   |                                                       |
| 5,15 m                                               |                                                   |                                                       |
| Christos Papanikolaou (Griechenland), erster Versuch |                                                   | Hervé d’Encausse (Frankreich), zweiter Versuch        |
| Ignacio Sola (Spanien), erster Versuch               | Kiyoshi Niwa (Japan), zweiter Versuch             |                                                       |
| Kjell Isaksson (Schweden), erster Versuch            |                                                   |                                                       |
| 5,20 m                                               |                                                   |                                                       |
| Claus Schiprowski (BR Deutschland), erster Versuch   |                                                   | Bob Seagren (USA), zweiter Versuch                    |
| Wolfgang Nordwig (DDR), erster Versuch               | John Pennel (USA), zweiter Versuch                |                                                       |
| Hennadij Blesnizow (Sowjetunion), erster Versuch     | Ignacio Sola (Spanien), dritter Versuch           |                                                       |
| Heinfried Engel (BR Deutschland), erster Versuch     |                                                   |                                                       |
| 5,25 m                                               |                                                   |                                                       |
| Hervé d’Encausse (Frankreich), erster Versuch        |                                                   | Claus Schiprowski (BR Deutschland), zweiter Versuch   |
|                                                      |                                                   | Christos Papanikolaou (Griechenland), zweiter Versuch |
| 5,30 m                                               |                                                   |                                                       |
| Hennadij Blesnizow (Sowjetunion), erster Versuch     |                                                   | Christos Papanikolaou (Griechenland), zweiter Versuch |
| Claus Schiprowski (BR Deutschland), erster Versuch   | John Pennel (USA), zweiter Versuch                |                                                       |
| Wolfgang Nordwig (DDR), erster Versuch               | Hennadij Blesnizow (Sowjetunion), zweiter Versuch |                                                       |
| 5,35 m                                               |                                                   |                                                       |
| Wolfgang Nordwig (DDR), erster Versuch               |                                                   | Claus Schiprowski (BR Deutschland), zweiter Versuch   |
| Christos Papanikolaou (Griechenland), erster Versuch | John Pennel (USA), dritter Versuch                |                                                       |
| 5,40 m                                               |                                                   |                                                       |
| Bob Seagren (USA), zweiter Versuch                   |                                                   | Wolfgang Nordwig (DDR), dritter Versuch               |
| Claus Schiprowski (BR Deutschland), zweiter Versuch  |                                                   |                                                       |

## Durchführung des Wettbewerbs
23 Springer traten am 14. Oktober in zwei Gruppen zu einer Qualifikationsrunde an. Fünfzehn von ihnen – hellblau unterlegt – übersprangen mit 4,90 m die Höhe für die direkte Finalqualifikation. Damit war die Mindestanzahl von zwölf Finalteilnehmern übertroffen und diese fünfzehn Wettbewerber bestritten am 16. Oktober das Finale.

## Zeitplan
14. Oktober, 10:00 Uhr: Qualifikation

16. Oktober, 12:30 Uhr: Finale
Anmerkung: Alle Zeiten sind in Ortszeit Mexiko-Stadt (UTC −6) angegeben.

## Legende
Kurze Übersicht zur Bedeutung der Symbolik – so üblicherweise auch in sonstigen Veröffentlichungen verwendet:
| – | verzichtet   |
| o | übersprungen |
| x | ungültig     |

## Qualifikation
Datum: 14. Oktober 1968, ab 10:00 Uhr

### Gruppe A
| Platz | Name                  | Nation         | 4,20 m | 4,30 m | 4,40 m | 4,50 m | 4,60 m | 4,70 m | 4,75 m | 4,80 m | 4,85 m | 4,90 m | Höhe   |
| ----- | --------------------- | -------------- | ------ | ------ | ------ | ------ | ------ | ------ | ------ | ------ | ------ | ------ | ------ |
| 1     | Wolfgang Nordwig      | DDR            | –      | –      | –      | –      | –      | –      | –      | –      | –      | o      | 4,90 m |
| 1     | John Pennel           | USA            | –      | –      | –      | –      | –      | –      | –      | –      | –      | o      | 4,90 m |
| 3     | Hervé d’Encausse      | Frankreich     | –      | –      | –      | –      | –      | –      | –      | o      | –      | o      | 4,90 m |
| 3     | Christos Papanikolaou | Griechenland   | –      | –      | –      | –      | –      | –      | –      | o      | –      | o      | 4,90 m |
| 3     | Claus Schiprowski     | BR Deutschland | –      | –      | –      | –      | –      | –      | –      | o      | –      | o      | 4,90 m |
| 3     | Altti Alarotu         | Finnland       | –      | –      | –      | –      | –      | o      | –      | –      | –      | o      | 4,90 m |
| 3     | Hennadij Blesnizow    | Sowjetunion    | –      | –      | –      | –      | o      | –      | –      | –      | –      | o      | 4,90 m |
| 3     | Erkki Mustakari       | Finnland       | –      | –      | –      | –      | o      | –      | –      | –      | –      | o      | 4,90 m |
| 9     | Bob Seagren           | USA            | –      | –      | –      | –      | –      | –      | –      | –      | –      | xo     | 4,90 m |
| 10    | Kjell Isaksson        | Schweden       | –      | –      | –      | –      | –      | o      | –      | –      | –      | xo     | 4,90 m |
| 11    | Heinfried Engel       | BR Deutschland | –      | –      | –      | –      | o      | –      | –      | o      | –      | xxo    | 4,90 m |
| 12    | Casey Carrigan        | USA            | –      | –      | –      | –      | o      | –      | –      | –      | –      | xxx    | 4,60 m |

### Gruppe B
| Platz | Name                | Nation         | 4,20 m | 4,30 m | 4,40 m | 4,50 m | 4,60 m | 4,70 m | 4,75 m | 4,80 m | 4,85 m | 4,90 m | Höhe   |
| ----- | ------------------- | -------------- | ------ | ------ | ------ | ------ | ------ | ------ | ------ | ------ | ------ | ------ | ------ |
| 1     | Mike Bull           | Großbritannien | –      | –      | –      | –      | o      | –      | –      | o      | –      | o      | 4,90 m |
| 1     | Kiyoshi Niwa        | Japan          | –      | –      | –      | –      | o      | –      | –      | o      | –      | o      | 4,90 m |
| 1     | Ignacio Sola        | Spanien        | –      | –      | –      | –      | o      | –      | –      | o      | –      | o      | 4,90 m |
| 4     | Alexander Maljutin  | Sowjetunion    | –      | –      | xxo    | o      | –      | o      | –      | xxo    | –      | o      | 4,90 m |
| 5     | Pantelis Nikolaidis | Griechenland   | –      | –      | o      | –      | o      | –      | –      | o      | –      | xxx    | 4,80 m |
| 6     | Enrico Barney       | Argentinien    | o      | o      | –      | xo     | o      | xxo    | –      | o      | –      | xxx    | 4,80 m |
| 7     | Klaus Lehnertz      | BR Deutschland | –      | –      | o      | –      | o      | –      | o      | –      | xxx    |        | 4,75 m |
| 8     | John-Erik Blomqvist | Schweden       | –      | –      | –      | –      | o      | –      | xxo    | –      | –      | xxx    | 4,75 m |
| 9     | Wu Ah-min           | Taiwan         | o      | o      | –      | o      | xxx    |        |        |        |        |        | 4,50 m |
| 10    | Heinz Wyss          | Schweiz        | –      | xo     | –      | o      | –      | xxx    |        |        |        |        | 4,50 m |
| NM    | Ingo Peyker         | Österreich     | –      | –      | –      | –      | xxx    |        |        |        |        |        | ogV    |

## Finale
Datum: 14. Oktober 1968, 12:30 Uhr
| Platz | Name                  | Nation         | Sprunghöhen (m) | Sprunghöhen (m) | Sprunghöhen (m) | Sprunghöhen (m) | Sprunghöhen (m) | Sprunghöhen (m) | Sprunghöhen (m) | Sprunghöhen (m) | Sprunghöhen (m) | Sprunghöhen (m) | Sprunghöhen (m) | Sprunghöhen (m) | Sprunghöhen (m) | Sprunghöhen (m) | Resultat  |
| Platz | Name                  | Nation         | 4,40            | 4,60            | 4,80            | 4,90            | 5,00            | 5,05            | 5,10            | 5,15            | 5,20            | 5,25            | 5,30            | 5,35            | 5,40            | 5,45            | Resultat  |
| ----- | --------------------- | -------------- | --------------- | --------------- | --------------- | --------------- | --------------- | --------------- | --------------- | --------------- | --------------- | --------------- | --------------- | --------------- | --------------- | --------------- | --------- |
| 1     | Bob Seagren           | USA            | –               | –               | –               | –               | –               | o               | –               | –               | xo OR           | –               | o OR            | –               | xo OR           | xxx             | 5,40 m OR |
| 2     | Claus Schiprowski     | BR Deutschland | –               | –               | –               | o               | o               | –               | o ORe           | –               | o OR            | xo OR           | o OR            | xo OR           | xo OR           | xxx             | 5,40 m OR |
| 3     | Wolfgang Nordwig      | DDR            | –               | –               | –               | –               | xo              | –               | –               | –               | o OR            | –               | o OR            | o OR            | xxo OR          | xxx             | 5,40 m OR |
| 4     | Christos Papanikolaou | Griechenland   | –               | –               | o               | –               | o               | –               | –               | o OR            | –               | xo OR           | xo OR           | o OR            | xxx             |                 | 5,35 m000 |
| 5     | John Pennel           | USA            | –               | –               | –               | –               | –               | o               | –               | –               | xo OR           | –               | xo OR           | xxo OR          | xxx             |                 | 5,35 m000 |
| 6     | Hennadij Blesnizow    | Sowjetunion    | –               | o               | –               | o               | –               | –               | o ORe           | –               | o OR            | –               | xo OR           | xxx             |                 |                 | 5,30 m000 |
| 7     | Hervé d’Encausse      | Frankreich     | –               | –               | –               | –               | o               | –               | –               | xo OR           | –               | o OR            | –               | xxx             |                 |                 | 5,25 m000 |
| 8     | Heinfried Engel       | BR Deutschland | –               | –               | o               | –               | xxo             | –               | xo ORe          | –               | o OR            | xxx             |                 |                 |                 |                 | 5,20 m000 |
| 9     | Ignacio Sola          | Spanien        | –               | –               | xo              | –               | o               | –               | xo ORe          | o OR            | xxo OR          | xxx             |                 |                 |                 |                 | 5,20 m000 |
| 10    | Kjell Isaksson        | Schweden       | –               | –               | –               | o               | –               | xo              | –               | o OR            | xxx             |                 |                 |                 |                 |                 | 5,15 m000 |
| 11    | Kiyoshi Niwa          | Japan          | –               | –               | o               | o               | o               | –               | o ORe           | xo OR           | xxx             |                 |                 |                 |                 |                 | 5,15 m000 |
| 12    | Alexander Maljutin    | Sowjetunion    | –               | o               | –               | o               | o               | –               | xxx             |                 |                 |                 |                 |                 |                 |                 | 5,00 m000 |
| 13    | Mike Bull             | Großbritannien | –               | –               | xo              | o               | xo              | –               | xxx             |                 |                 |                 |                 |                 |                 |                 | 5,00 m000 |
| 14    | Altti Alarotu         | Finnland       | –               | –               | –               | –               | xxo             | –               | –               |                 |                 |                 |                 |                 |                 |                 | 5,00 m000 |
| NM    | Erkki Mustakari       | Finnland       | –               | –               | xxx             |                 |                 |                 |                 |                 |                 |                 |                 |                 |                 |                 | ogV000    |

Die Entwicklung im Stabhochsprung war seit den letzten Spielen mit Riesenschritten weitergegangen. 5,10 m waren vor vier Jahren in Tokio für Fred Hansen notwendig gewesen, um Olympiasieger zu werden. Inzwischen hatte der US-Springer Bob Seagren den Weltrekord auf 5,41 m hochgeschraubt und es gab weitere Athleten, die mit Bestleistungen im Bereich zwischen 5,30 m und 5,40 m aufwarten konnten. Das Favoritenfeld war also ziemlich groß. Neben Seagren gehörten u. a. auch dessen Landsmann John Pennel, der Ostdeutsche Wolfgang Nordwig, der Grieche Christos Papanikolaou und der Franzose Hervé d’Encausse dazu.
Das siebenstündige Finale blieb lange offen, das Niveau war noch höher als erwartet und es kam zu enormen persönlichen Verbesserungen einiger Springer. Nach 5,30 m waren noch sieben Athleten im Rennen. Zwei von ihnen, der Franzose d’Encausse und Hennadij Blesnizow aus der UdSSR, scheiterten an 5,35 m. Als 5,40 m aufgelegt wurden, waren somit immer noch fünf Springer dabei, die sich um die Medaillen stritten. Pennel und Papanikolaou scheiterten hier dreimal. Pennels zweiter Sprung wäre heute allerdings gültig gewesen. Nach damaliger Regelung war der Versuch nur deshalb ungültig, weil der Stab unter der Latte hindurch gefallen war – ein Relikt aus der Zeit, als die Stäbe noch länger waren als die zu überspringenden Höhen. Seagren und der Deutsche Claus Schiprowski, der mit einer Bestleistung von 5,18 m angereist war, übersprangen die Höhe jeweils im zweiten Versuch, Nordwig bewältigte sie im dritten.
An der neuen Weltrekordhöhe von 5,45 m scheiterten alle drei verbliebenen Springer. Aufgrund der Fehlversuchsregel wurde Bob Seagren – zwei Fehlversuche – Olympiasieger. Claus Schiprowski, der drei Fehlsprünge im Laufe des Wettkampfes hatte, gewann die Silbermedaille, Wolfgang Nordwig wurde Dritter.
Auch im sechzehnten olympischen Finale gab es einen US-Sieg. Es war die siebzehnte Goldmedaille für die USA in dieser Disziplin – 1908 hatte es zwei Goldmedaillen gegeben.

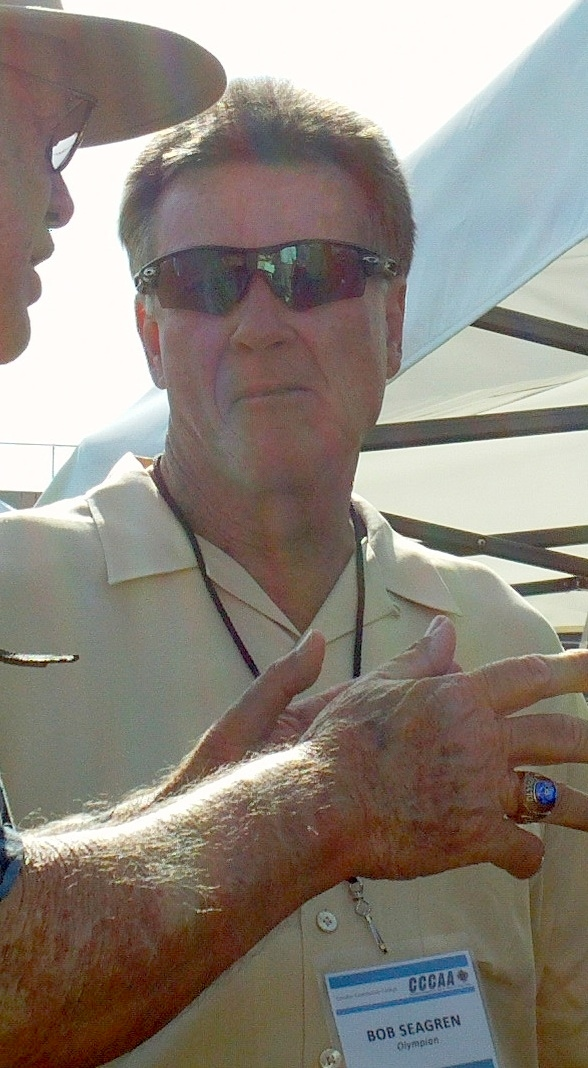
Weltrekordinhaber Bob Seagren (Foto: 2012) gewann Gold in einem äußerst hochklassigen Wettbewerb
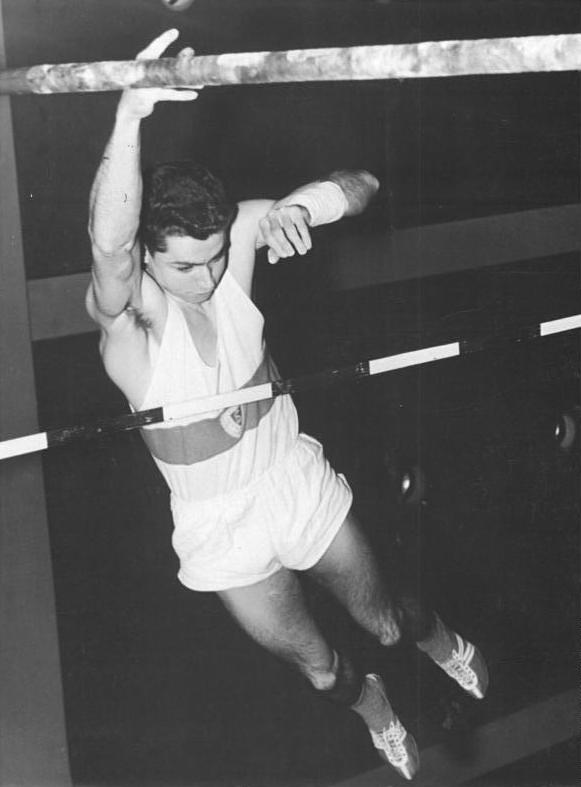
Höhengleich mit dem Sieger gab es Bronze für Wolfgang Nordwig
Kjell Isaksson (hier bei den Europameisterschaften 1974) belegte Rang zehn

## Videolinks
- Bob Seagren Wins High Jump Gold - Classic Moments - Mexico City 1968 Olympic Film, Bereiche 6:05 min bis 7:02 min / 7:34 min bis 8:38 min / 10:19 min bis 49 min, youtube.com, abgerufen am 8. November 2017
- Olympics (1968), Bereich: 0:00 min bis 0:28 min, youtube.com, abgerufen am 19. September 2021